# Strah pred smrtjo pri starostnikih
Posameznik se stara in se zaveda, da je njegov čas življenja vedno krajši. Zaradi zavedanja svoje cilje preusmeri iz znanja, izobraževanja  v socialne in čustvene cilje. Posameznik srednjega obdobja starosti svojo pozornost od drugih skrbi nameni strahu.
Pozno obdobje odraslosti se deli na tri dele:  na mlajše starostnike (65 - 74 let), srednje starostnike (75 – 84 let) in starejše starostnike (84 in več let). Pri njih se količina strahu pred smrtjo razlikuje. Nanjo vplivajo različni dejavniki kot so zdravje, starost, smisel življenja, ki so postavljeni kot  kot spremenjljivke v raziskavi kjer se raziskuje strah pred smrtjo pri starostniki. Sprejemanje smrti postane prevladujoče v starosti. Sredina starosti je prehodno obdobje, v katerem je strah pred smrtjo povezan s strahom lastnega obstoja, in da je večji pri starejših ludeh. Tudi jedro strahu pred uničenjem igra pomembno vlogo v strahu pred smrtjo. To pomeni uničenje duha in fizičnega telesa v trenutku smrti. 
Primerjava med mlajšimi in srednjimi starostniki kaže, da je strah pred neznanim prisoten pri obeh skupinah. Neskladnosti med časom, ki bi ga radi še preživeli in časom življenja, ki je zanje pričakovan, je večja pri srednjih starostnikih. Smisel svojega življenja so višje ocenili mlajši starostniki  kot srednji starostniki. Rezultati kažejo, da je zdravstveno stanje mlajših starostnikov bistveno boljše in imajo več časa, ki vodi do načrtovanje večjih ciljev v življenju in manjši strah pred strahom in uničenjem, ki je v nasprotju s starejšimi starostniki. Za obe starostni skupini velja, da se s slabšim zdravjem povečuje želja po daljšem življenju. Mlajši starostniki so boljšega zdravja, zato ima njihovo življenje večji smisel in imajo manjši strah pred smrtjo. Pri srednjih starostnikih je zelo močna želja po daljšem življenju, sploh če čutijo potrebo po izpolnitvi neuresničenih ciljev. Smrt predstavlja oviro na poti do uresničenja ciljev, zato strah pred njo močno narašča.